# Atys (Piccinni)

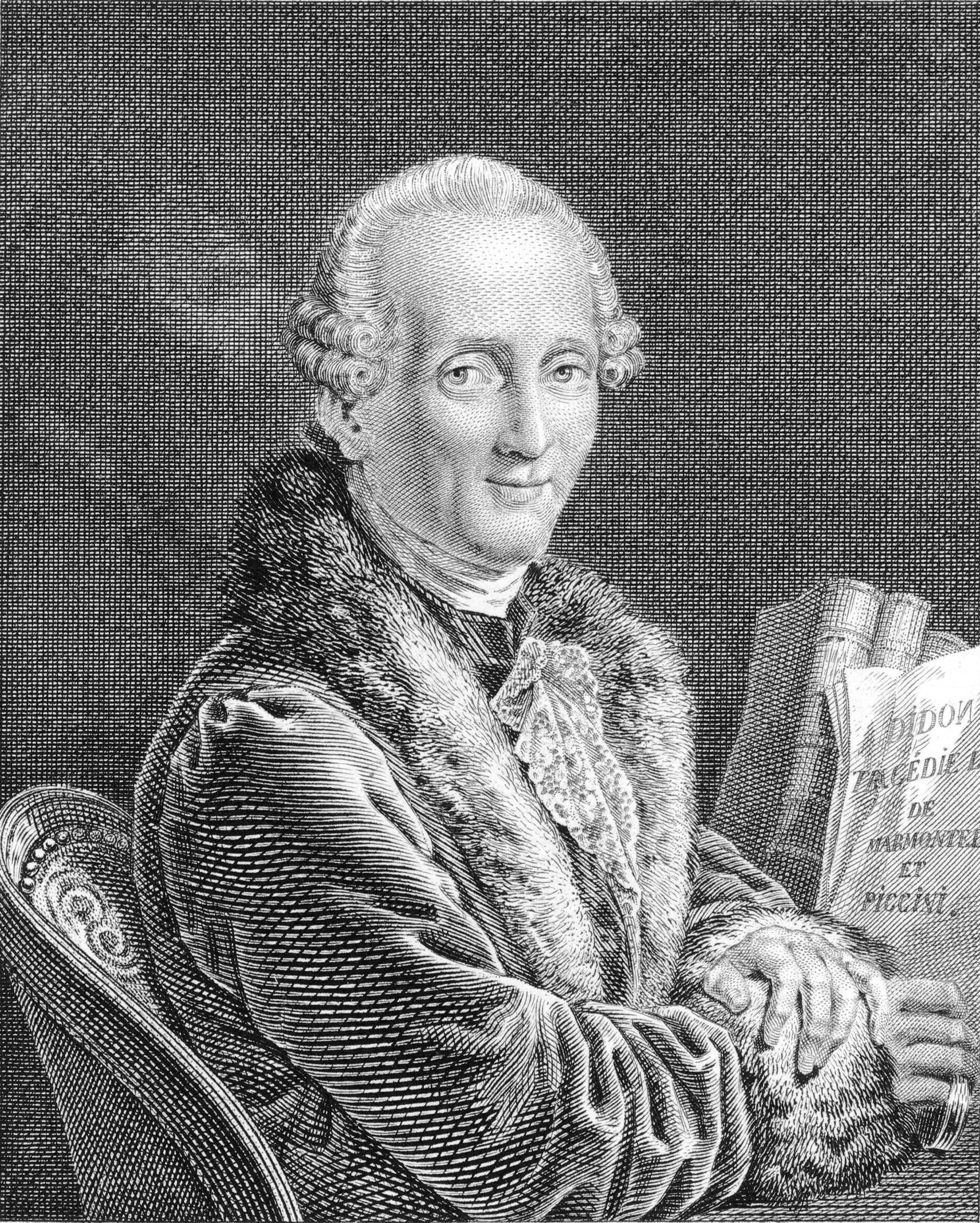
Niccolò Piccinni.

Atys är en tragédie lyrique i tre akter med musik av Niccolò Piccinni och libretto av Jean-François Marmontel efter en bearbetning av Philippe Quinaults libretto till Jean-Baptiste Lullys opera Atys (1676).

## Historia
Atys var Piccinnis tredje franska opera, men hade premiär före den försenade Iphigénie en Tauride. Marmontel omarbetade Quinaults libretto genom att ta bort prologen, förkorta handlingen till tre akter, och reducera recitativ och danser. Operan hade premiär den 22 februari 1780 på Parisoperan. Verkets tragiska slut (Atys begår självmord) mottogs inte väl av kritikerna och publiken. 1783 reviderade Piccinni om operan till ett lyckligt slut.
Svensk premiär den 1 november 1784 på Gustavianska operahuset i Stockholm under titeln Atis.

## Personer
- Atys (Attis), vän till Celœnus (haute-contre)
- Cybèle (sopran)
- Sangaride, en frygisk prinsessa (sopran)
- Celœnus, kung av Frygien (basbaryton)
- Idas, Attis förtrogne (tenor)
- Mélisse, Cybeles förtrogna (sopran)
- Doris, Sangarides förtrogna (sopran)
- Morphée (Morfeus) (bas)

## Handling

### Akt I
Atys och Sangaride älskar varandra men hon måste gifta sig med kung Celœnus. Gudinnan Cybèle stiger ned och utnämner Atys till sin överstepräst.

### Akt II
Cybèle avslöjar sin kärlek till Atys i en drömsekvens. Atys låtsas missförstå. Cybèle blir svartsjuk.

### Akt III
Atys och Sangaride överraskas och fördöms. Atys drivs till galenskap av gudinnan och misstar Sangaride för ett monster. Han dödar henne. När han återfår sitt rätta jag förbannar han Cybèle och begår självmord.